# Kapelle Harkenbleck

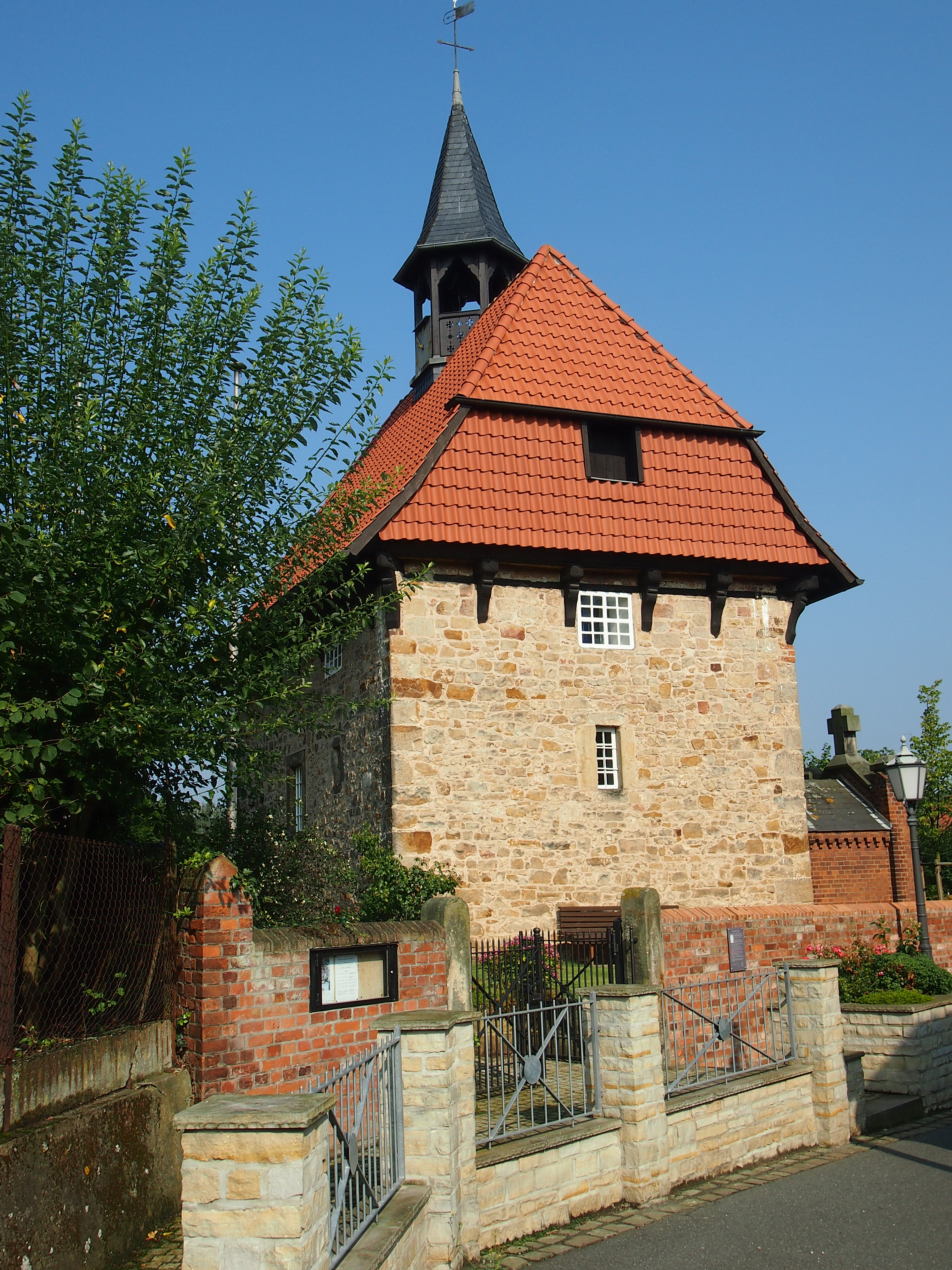
Die Kapelle in Harkenbleck

Die Kapelle ist ein denkmalgeschütztes Gebäude in Harkenbleck, einem Stadtteil von Hemmingen in der Region Hannover in Niedersachsen. Die ehemalige Wehrkapelle gilt als das bedeutsamste Bauwerk des Ortsteils.

## Geschichte

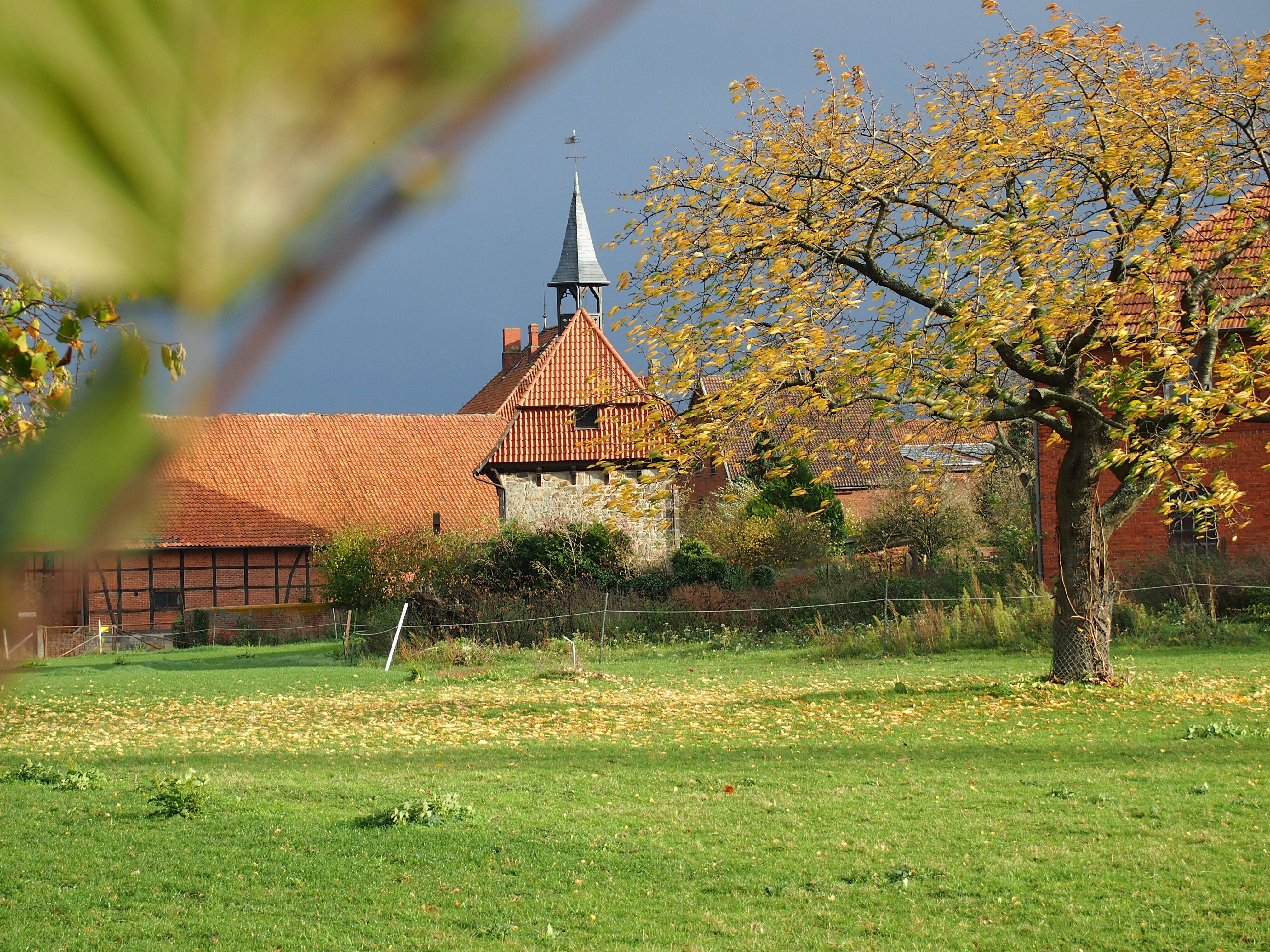
Ansicht der Kapelle von Westen

Die Kapelle wurde im Jahr 1412 am westlichen Rand von Harkenbleck errichtet. Heute steht sie in einem mit mehreren großen Hofanlagen locker bebauten Bereich westlich des alten Ortskerns an der Straße An der Kapelle.
Bei späteren Umbauten wurden im Nachmittelalter die Fensteröffnungen wesentlich vergrößert. Im frühen 17. Jahrhundert wurde der Dachbereich neu konstruiert. Ein weiterer Umbau erfolgte im Jahr 1863.
Die Kapelle in Harkenbleck gehörte kirchenrechtlich zur St.-Vitus-Kirche im benachbarten Wilkenburg. Harkenbleck gehörte wie Wilkenburg zum Archidiakonat Pattensen. Die Einführung der Reformation im Fürstentum Calenberg erfolgte um das Jahr 1543.
Bis zum Jahr 1983 hatte die Familie von Reden das Kirchenpatronat. Harkenbleck war 1974 nach Hemmingen eingemeindet worden. Die Stadt erwarb von der Familie die im Jahr 1938 umfassend renovierte Kapelle im Jahr 1983 für 30.000 DM. Sie überließ sie für einen symbolischen Preis dem im gleichen Jahr gegründeten Förderverein Kapelle Harkenbleck e. V.
Der Verein sorgte mit Eigenarbeit für eine Renovierung und ließ eine Heizung einbauen. Der Zugangsbereich der Kapelle wurde in den Jahren 2007 bis 2008 barrierefrei und behindertengerecht umgestaltet. Die Kirchenmauer wurde 2012 saniert. Im Juli 2013 folgte der Anstrich von Decke, Wänden und Fenster.

## Beschreibung

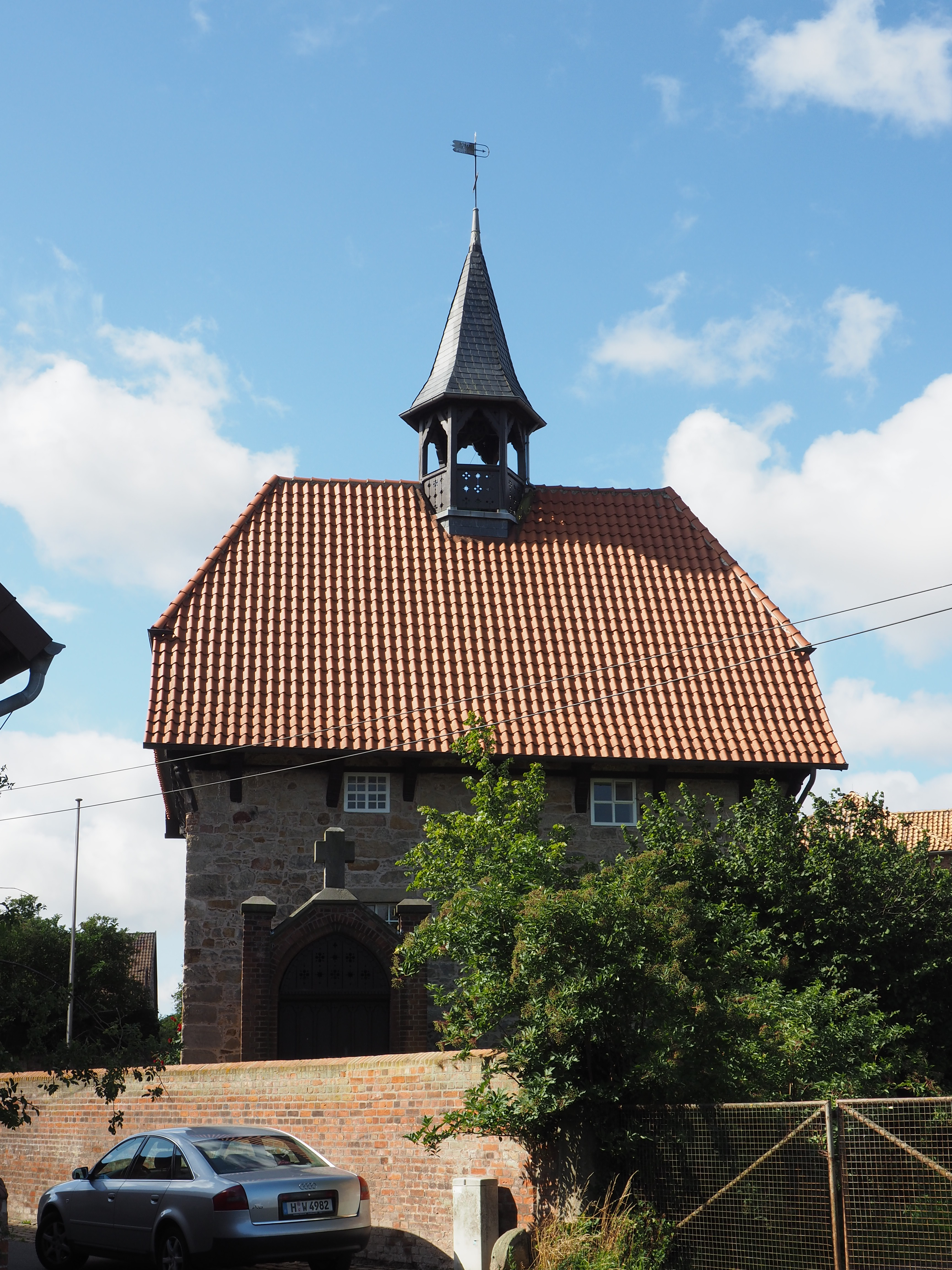
Nordseite der Kapelle

Die Harkenblecker Kapelle ist ein Bruchsteinbau mit Eckquaderung. Das 10,0 m lange und 6,8 m breite Gebäude wurde auf einem rechteckigen Grundriss als Wehrkapelle errichtet.
Kapellen ähnlicher Bauweise und Größe sind mit den Kapellen der Nachbarorte Hemmingen, Arnum und stark verändert in Devese erhalten.
Gemäß seiner Bauweise verfügte das Gebäude mit gleichmäßig drei Fuß starken Außenwänden zunächst nur über wenige kleine Fenster. In späterer Zeit wurden große quadratische Fenster hinzugefügt und die als Spuren des mittelalterlichen Zustands noch erkennbaren Schießscharten in den Wänden von Erdgeschoss und Obergeschoss verschlossen. Die Außenwände waren in früherer Zeit verputzt.
Der Sturz über dem an der Südseite der Kapelle gelegenen Eingang mit dachartiger Unterseite trägt in gotischen Minuskeln die Jahreszahl mccccxii. Damit gilt das Baujahr 1412 des Gebäudes als sicher belegt.
Im frühen 17. Jahrhundert wurden die zuvor vorhandenen Steingiebel entfernt. Der damals als Ersatz konstruierte Dachstuhl weist Fachwerkgiebel und Krüppelwalme auf.
Die Dach- und Giebelschwellbalken aller vier Seitenwände ruhen weit auskragend auf geschweiften Taustabknaggen. Die Giebeltrapeze sind mit Pfannen behängt. Auf dem ziegelgedeckten Dach sitzt mittig ein sechseckiger hölzerner Dachreiter. Die Wetterfahne darauf trägt die Inschrift „O H v R“ und die Jahreszahl 1868.
Der Innenraum hatte früher eine eingelegte Holzbalkendecke. Diese wurde entfernt. Als Auflage diente ihr der erhaltene, an der Innenwand in 3,1 m Höhe umlaufende, 20 cm starke Mauerabsatz. In der Wehrkapelle gab es ein etwa 2,5 m hohes Obergeschoss. Es diente zum Lagern von Vorräten für den Fall einer Belagerung. In späteren Jahren wohnte im Obergeschoss der Harkenblecker Küster.
Im Altarraum belegen eine rechteckige Nische und die Reste einer Piscina, dass das Gebäude schon früh zu Gottesdienstzwecken vorgesehen war.
Unter dem das Erdgeschoss der Kapelle bildenden Andachtsraum liegt eine große schmucklose Gruft.
Darin befinden sich etwa zehn Särge.
Der mit flachem Gewölbe überspannte, mannshohe Raum diente als Familiengruft derer von Reden.
Die letzte Beisetzung fand um das Jahr 1895 statt.
Bis ins Jahr 1884 wurde die Gruft vom Kapelleninnern aus betreten. Seitdem ist die Gruft über einen eigenen ziegelgemauerten Eingangsbau an der Nordseite der Kapelle zugänglich.

## Ausstattung

### Altar
Eines der bedeutendste Ausstattungsstücke ist ein steinerner Altar aus dem 16. Jahrhundert, der der Kapelle im Jahr 1687 gestiftet wurde.
Der Altar trägt eine hölzerne Altarwand. Diese farbig behandelte Wand in Barock- beziehungsweise Rokokoformen ist mit gewundenen Säulen, und verkröpften Gebälk verziert. Sie zeigt die Bildnisse des Gekreuzigten sowie Maria und Johannes.
Oben an der im Jahr 1840 durch J. W. Hakemeyer aus Eldagsen renovierten Altarwand findet sich das Wappen derer von Estorff, unten die Inschrift Eleonora Elisabeth von Rehden gebohren von Estorff Drostin Anno 1687.
Auf dem Altar stehen vier hölzerne freistehende Engelsfiguren mit typischen Symbolen der Kreuzigung. Die beiden größeren sollen gemeinsam mit dem Altar in die Kapelle gekommen sein, die beiden anderen, möglicherweise vom gleichen Künstler gestalteten, wohl später.

### Kanzel
Das andere bedeutende Ausstattungsstück ist eine durch Eleonora von Reden im Jahr 1687 gestiftete Barockkanzel. Das Alter der Kanzel ist nicht bekannt. Die aus Holz gefertigte Kanzel an der Südseite ist mit Säulchen und Engelsköpfen verziert, die Füllungen zeigen die vier Evangelisten. mit ihren Attributen. Auch der Schalldeckel ist mit Engelsköpfen verziert.

### Weitere Innenausstattung
An dem Kirchenstuhl nördlich vom Altar waren zwei Wappen und darunter die Inschriften Jobst Friederich von Rehden,  Eleonora Elisabeth von Estorff sowie Anno 1687 zu sehen.
Der Taufstein trägt die Jahreszahl 1751. Er wurde früher als Kleikotze genutzt.
Bei der Renovierung der Kapelle in den 1980er Jahren waren neben einem Fenster Spuren von Ornamenten in Rot, Schwarz und Grün gefunden, aber mit weißer Farbe übermalt worden. Für die Suche nach den deshalb vermuteten, schon vor der Renovierung im Jahr 1938, übertünchten Malereien wäre eine denkmalschutzbehördliche Genehmigung erforderlich.

### Glocke
Die Glocke wurde im Jahr 1837 gegossen. Sie trägt als Inschrift die Jahreszahl und „Harkenbleck“.

### Turmuhr
Im Jahr 1886 wurde im Dachreiter unterhalb der Glocke erstmals eine Turmuhr mit drei Schlagwerken sowie ein Uhrwerk auf dem Dachboden von der Firma J. F. Weule in Bockenem eingebaut.
Den Antrieb von Uhr und Glocke übernahmen seit dem Jahr 2001 zwei Elektromotoren, das mechanische Uhrwerk blieb ungenutzt vor Ort, das alte Antriebsgestänge wird aus Denkmalschutzgründen weiter genutzt.
Der Uhrantrieb wurde im Jahr 2018 wegen unregelmäßigem Lauf ersetzt. Zusätzlich wurden auch das Zifferblatt und die Zeiger unter Nutzung der Arnumer Feuerwehrdrehleiter erneuert.

## Förderverein
Der Förderverein Kapelle Harkenbleck e. V. wurde am 10. März 1983 mit acht Mitgliedern gegründet.
Im gleichen Jahr wurde der Verein Eigentümer der Kapelle. Anfang des Jahres 2019 hatte der Förderverein 218 Mitglieder. Der Vereinszweck ist die Erhaltung der Kapelle und eine ihrem Charakter entsprechende Nutzung.

### Gottesdienste
Seit 1984 finden regelmäßige Gottesdienste beider großen Konfessionen in der Kapelle statt.
Es gibt zwei evangelische Sonntagsgottesdienste im Monat. Zuständig ist die evangelisch-lutherischen St.-Vitus-Kirchengemeinde Wilkenburg-Harkenbleck.
Einmal im Monat gibt es eine katholische Abendmesse. Zuständig ist die Kirchengemeinde St. Augustinus in Hannover.
Die Kapelle mit ihren bis zu 75 Plätzen wird auch für Trauungen, Taufen und Ehejubiläen genutzt.
Auf dem von der Stadt Hemmingen verwalteten Friedhof in Harkenbleck gibt es zudem eine Friedhofskapelle.

### Veranstaltungen
Seit 1983 organisiert der Förderverein jährlich zwei feste Veranstaltungen.
Im Sommer gibt es den Kapellentag, ein Dorffest auf dem Bauernhof gegenüber der Kapelle. In der Adventszeit wird mehrmals das Harkenblecker Krippenspiel in einer benachbarten Scheune aufgeführt.
Zusätzlich gab es Veranstaltungen zur 600-Jahr-Feier der Kapelle und die wiederholte Teilnahme am Tag des offenen Denkmals.
Der Förderverein organisiert mehrmals im Jahr Konzerte oder Lesungen in der Kapelle.